# Chloeres albifimbria
Chloeres albifimbria là một loài bướm đêm trong họ Geometridae.